# آنتس کرما
آنتس کرما (استونیایی: Ants Käärma؛ زادهٔ ۴ آوریل ۱۹۴۲) سیاستمدار و نماینده سابق مجلس اهل استونی است.